# ヴィルヘルミーネ・マリー・ア・ダンマーク
ヴィルヘルミーネ・マリー・ア・ダンマーク（Vilhelmine Marie af Danmark, 1808年1月18日 - 1891年5月30日）は、デンマーク王フレゼリク6世の末娘。同族のフレゼリク王子（フレゼリク7世）に嫁ぐが離縁し、次いで分家のグリュックスブルク公カールと再婚した。

## 生涯
フレゼリク6世王とその王妃でヘッセン＝カッセル侯子カールの娘であるマリーの間の末娘として生まれた。姉のカロリーネとともに、一時は男子のない父王の後継者となることも検討されていた。若い頃は、スウェーデン王太子オスカルを始め、多くの求婚者がいた。
1828年11月1日にコペンハーゲンにおいて、同族の又従弟フレゼリク王子と結婚した。この結婚はデンマーク王室内の本家と分家を結び付けるためのものだったが、ヴィルヘルミーネの結婚生活は不幸だった。夫は他の女を追いかけまわす放蕩者で、かつ酷い大酒飲みだったのである。2人は1834年に別居し、1837年に離婚した。
1838年5月19日にアマリエンボー宮殿において、母方の従弟であるグリュックスブルク公カールと再婚した。カールはデンマーク王クリスチャン9世の長兄である。ヴィルヘルミーネにはどちらの夫との間にも子供を授からなかったが、流産や死産をした記録も無い。